# Ceryx semihyalina
Ceryx semihyalina là một loài bướm đêm thuộc phân họ Arctiinae, họ Erebidae.